# U mostu

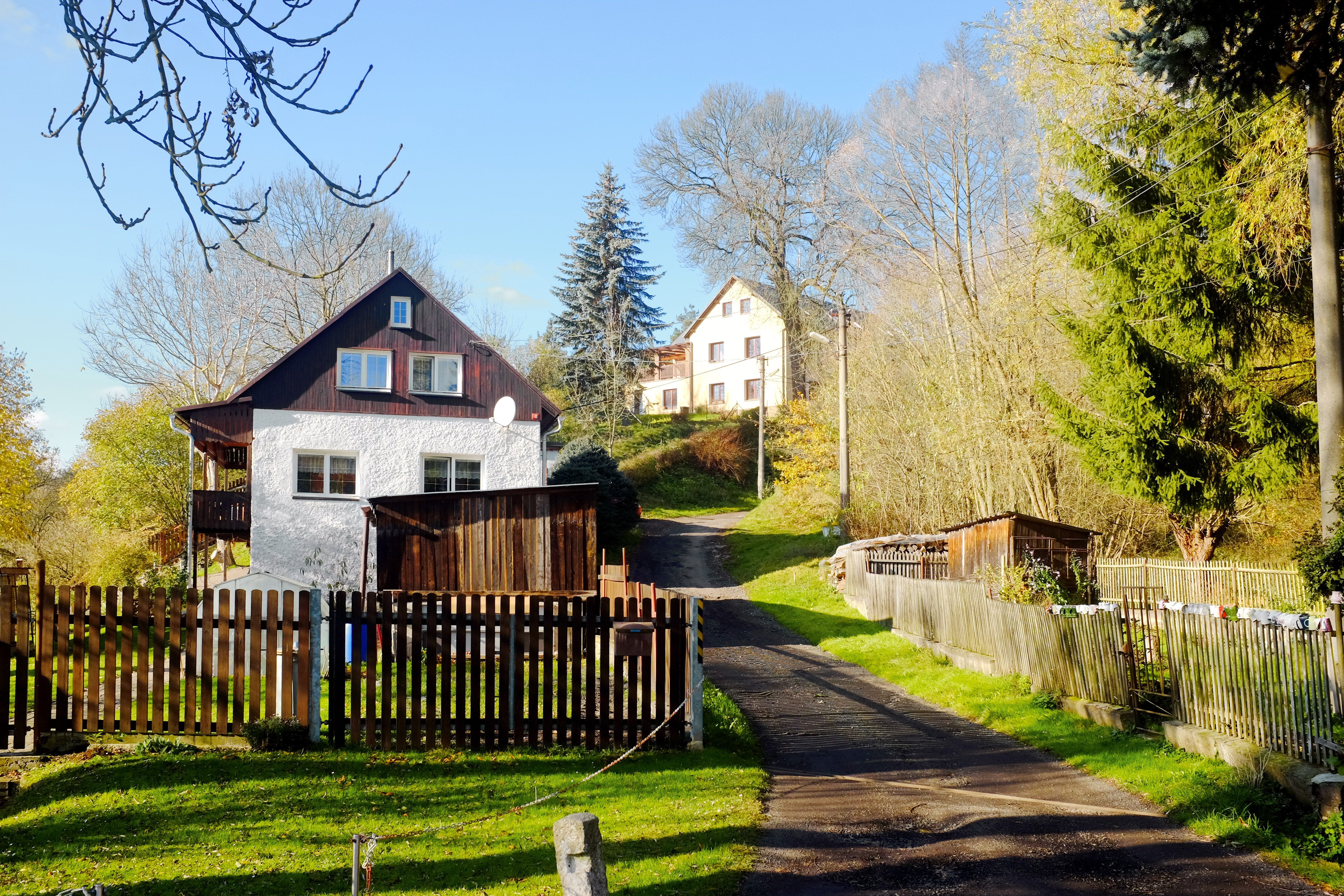
Häuser links des Flusses

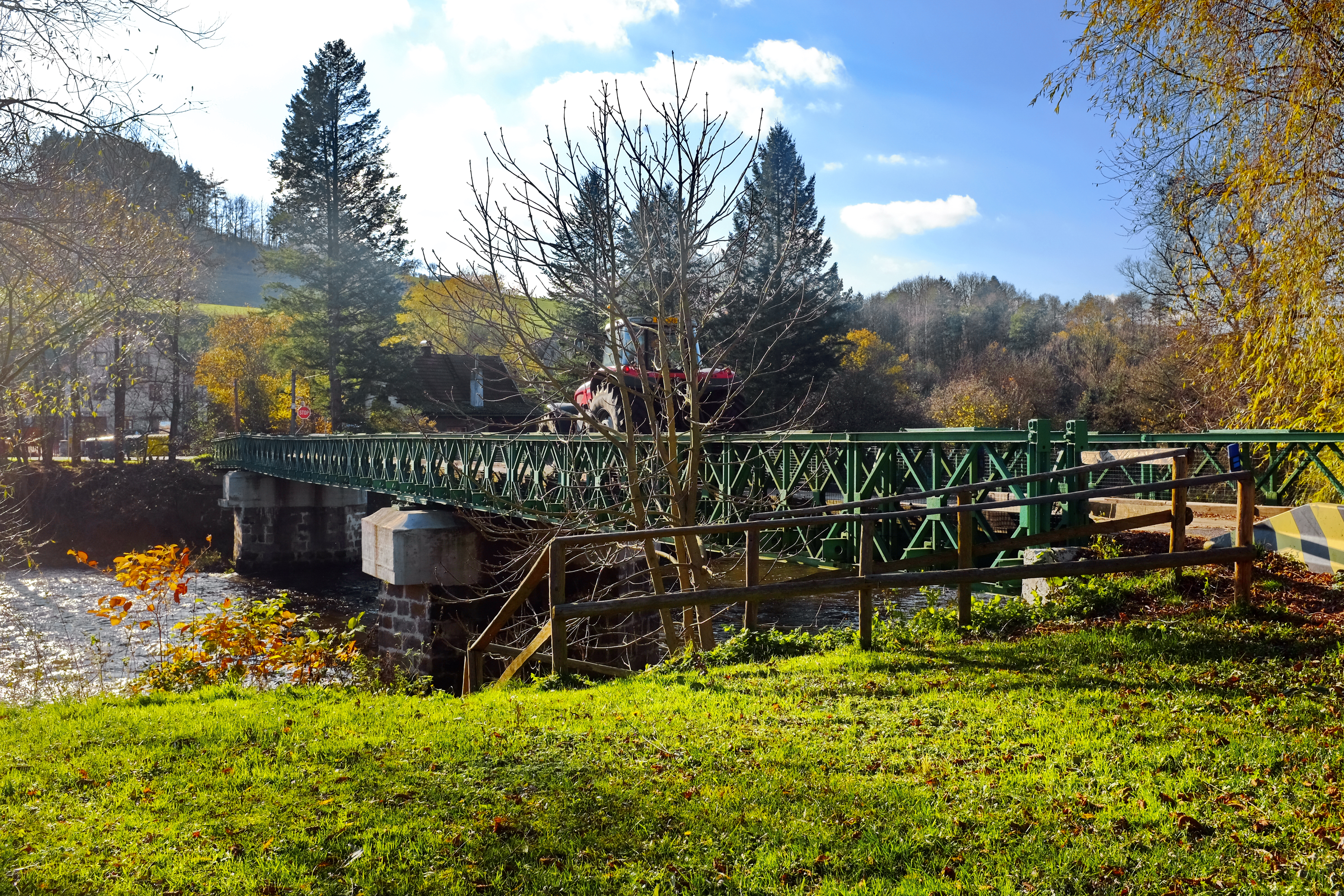
Bailey-Brücke

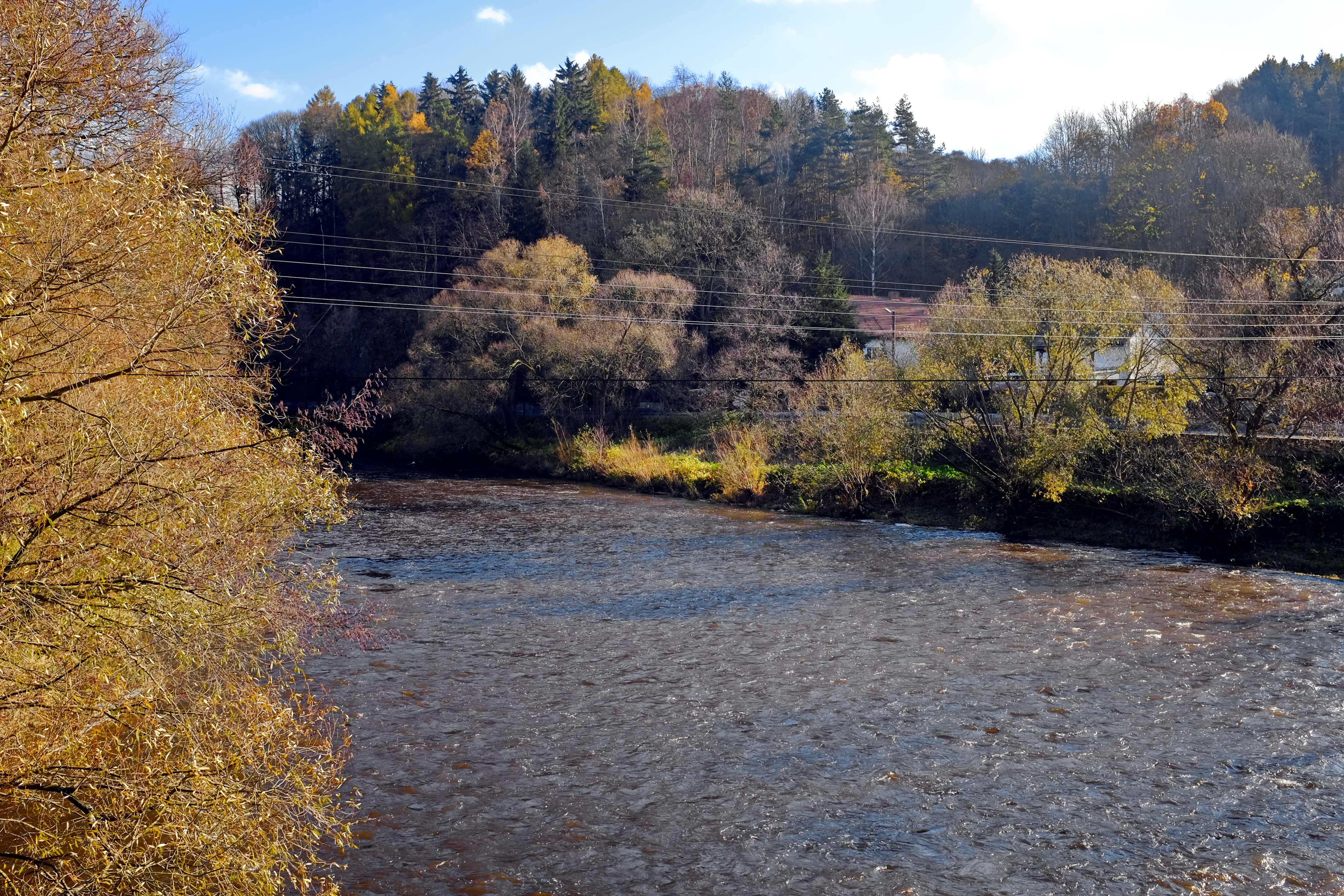
Die Eger in Egerbrück

U mostu (deutsch Egerbrück, auch Lumpen) ist eine Grundsiedlungseinheit der Gemeinde Šemnice in Tschechien. Sie liegt sieben Kilometer nordöstlich von Karlovy Vary und gehört zum Okres Karlovy Vary.

## Geographie
U mostu befindet sich beiderseits der Eger im Egergraben. Durch den rechtsegrischen Teil verläuft die Staatsstraße II/222 zwischen Karlovy Vary und Kyselka, von der eine Straßenbrücke nach Norden über den Fluss führt. Nördlich erheben sich der Na Pastvinách (516 m. n.m.) und der Studený vrch (Kalteberg; 569 m. n.m.), im Nordosten die Bučina (Buchkoppe; 582 m. n.m.), östlich der Na Klobouku (604 m. n.m.), im Süden die Šemnická skála (Hermannstein; 645 m. n.m.) sowie nordwestlich die Tokaniště (482 m. n.m.) und der Lysý vrch (Steinhübel; 512 m. n.m.).
Nachbarorte sind Stráň (Elm) und Radošov (Rodisfort) im Norden, Nová Kyselka (Rittersgrün) und Kyselka (Gießhübl Sauerbrunn) im Nordosten, Dubina (Eichenhof) im Osten, Beraní Dvůr (Hammelhof) im Südosten, Šemnice (Schömitz) und Na Valově im Süden, Sedlečko (Satteles) im Südwesten, Muzikov im Westen sowie Bor (Haid) und Pulovice (Pullwitz) im Nordwesten.

## Geschichte
Seit dem Beginn des 13. Jahrhunderts gehörte die Gegend zu den Besitzungen des Zisterzienserklosters Ossegg. 
Die Ansiedlung Egerbrück entstand an einem von Schlackenwerth ins Duppauer Gebirge führenden Handelsweg, der hier auf einer Brücke den Egerfluss überquerte. Während der Hussitenkriege verlor das Kloster seine Schömitzer Güter; sie wurden der Herrschaft Engelsburg zugeschlagen und zusammen mit dieser nach dem Dreißigjährigen Krieg als konfiszierter Besitz des Leonhard Colonna von Fels 1622 an Hermann Czernin von Chudenitz verkauft. In dieser Zeit wurde die Herrschaft Engelsburg an die Herrschaft Gießhübel angeschlossen. 1829 trat Johann Anton Hladik die Herrschaft Gießhübel gemeinschaftlich seiner Tochter Antonia und dem Schwiegersohn Wilhelm von Neuberg ab.
Im Jahre 1845 bestand die im Elbogener Kreis gelegene und nach Rittersgrün konskribierte Einschicht Lumpen bzw. Egerbrücken aus sechs Häusern, darunter dem Lumpen-Wirtshaus. Pfarrort war Zwetbau. Bis zur Mitte des 19. Jahrhunderts blieb Lumpen der Herrschaft Gießhübel untertänig.
Nach der Aufhebung der Patrimonialherrschaften bildete Egerbrücken ab 1849 einen Ortsteil der Gemeinde Elm im Gerichtsbezirk Karlsbad. Ab 1868 gehörte Egerbrück / Egerbruk zum Bezirk Karlsbad. Rittersgrün, Egerbrück und die Bärenhäuseln lösten sich zum Ende des 19. Jahrhunderts von Elm los und bildeten zusammen die Gemeinde Rittersgrün.
Nach dem Ersten Weltkrieg zerfiel der Vielvölkerstaat Österreich-Ungarn, die Siedlung wurde 1918 Teil der neu gebildeten Tschechoslowakischen Republik. Beim Zensus von 1921 wurde Egerbrück als Teil von drei Gemeinden aufgeführt; die linksegrische Häusergruppe gehörte zu Rittersgrün, während die Häuser rechts des Flusses als Einschichten den Gemeinden Schömitz bzw. Satteles zugerechnet wurden. Der tschechische Ortsname U Mostu wurde 1924 eingeführt. Nach dem Münchner Abkommen wurde Egerbrück 1938 dem Deutschen Reich zugeschlagen und gehörte bis 1945 zum Landkreis Karlsbad.
Als 1942 die Gemeinden Rodisfort und Unter Lomitz sowie Teile der Gemeinden Rittersgrün, Schömitz und Zwetbau zur neuen Gemeinde Gießhübl-Sauerbrunn zusammengelegt wurden, war Egerbrück nicht inbegriffen und wurde in diesem Zuge der Gemeinde Schömitz zugeschlagen. Nach dem Ende des Zweiten Weltkrieges kam U Mostu zur wiedererrichteten Tschechoslowakei zurück. Die während der Besatzungszeit erfolgte Gemeindefusion wurde 1945 aufgehoben und die Verhältnisse vor dem Herbst 1938 wiederhergestellt. Nach der Aussiedlung der deutschen Bewohner wurde U Mostu mit Tschechen wiederbesiedelt. Zwischen 1946 und 1960 gehörte U Mostu zum Okres Karlovy Vary-okolí. 1949 fusionierten die Gemeinden Dolní Lomnice, Radošov und Rydkéřov zur Gemeinde Kysibl Kyselka, die im Jahr darauf in Kyselka umbenannt wurde. U mostu wurde in diesem Zuge erneut an Šemnice angegliedert. Im Zuge der Gemeindegebietsreform von 1960 wurde der Weiler dem Okres Karlovy Vary zugeordnet. Beim Zensus von 1991 hatte U mostu 42 Einwohner. Im Jahre 2001 lebten in dem Ort 32 Personen, 2011 waren es 69.

## Ortsgliederung
Die Grundsiedlungseinheit U mostu gehört größtenteils zum Ortsteil Šemnice und zum gleichnamigen Katastralbezirk. Vier Häuser sind dem Ortsteil Sedlečko und dem Katastralbezirk Sedlečko u Karlových Var zugeordnet.

## Sehenswürdigkeiten
- Egerbrücke, die Bailey-Brücke der UNRRA wurde in den 1950er Jahren als Ersatz für die durch Eisgang bei einem Frühjahrshochwasser zerstörte alte Holzbrücke aufgebaut. Für einen besseren Hochwasserschutz wurden auch die Fundamente der alten Brücke an beiden Ufern abgebrochen und durch einen Meter höhere Betonpfeiler ersetzt.
- Statue des hl. Johannes von Nepomuk an der Egerbrücke. Die aus dem 18. Jahrhundert stammende barocke Figur des Brückenheiligen wurde vom Egerhochwasser von 1811 weggerissen und stark beschädigt. Im Jahre 1908 wurde auf der linken Flussseite an der Brücke eine hölzerne neogotische Kapelle errichtet, in dem eine 1900 vom Bildhauer Ferdinand Demetz geschaffene neue Sandsteinfigur aufgestellt wurde. Durch die Erhöhung des Straßenkörpers für die neue Bailey-Brücke stand die Statue unter dem Geländeniveau und erhielt deshalb in den 1950er Jahren einen weiteren Sockel aus Betonsteinen. Die Heiligenfigur wurde wahrscheinlich noch in den 1950er Jahren beseitigt oder gestohlen. Anfang 2007 erfolgte der Abbau der verfallenen Kapelle. Die Teile der Holzkonstruktion wurden dem Bürgermeister von Šemnice für einen Wiederaufbau übergeben und verschwanden später. Auf dem leeren Sockel wurde schließlich im Jahre 2015 eine vom Holzschnitzer Jiří Lain aus Abertamy geschaffene neue und volkstümlich bemalte Heiligenfigur aus Eichenholz mit einer Höhe von 1,5 m aufgestellt.[7]